# Siegfried Köhler (Komponist)
Siegfried Köhler (* 2. März 1927 in Meißen; † 14. Juli 1984 in Ost-Berlin) war ein deutscher Komponist in der DDR.

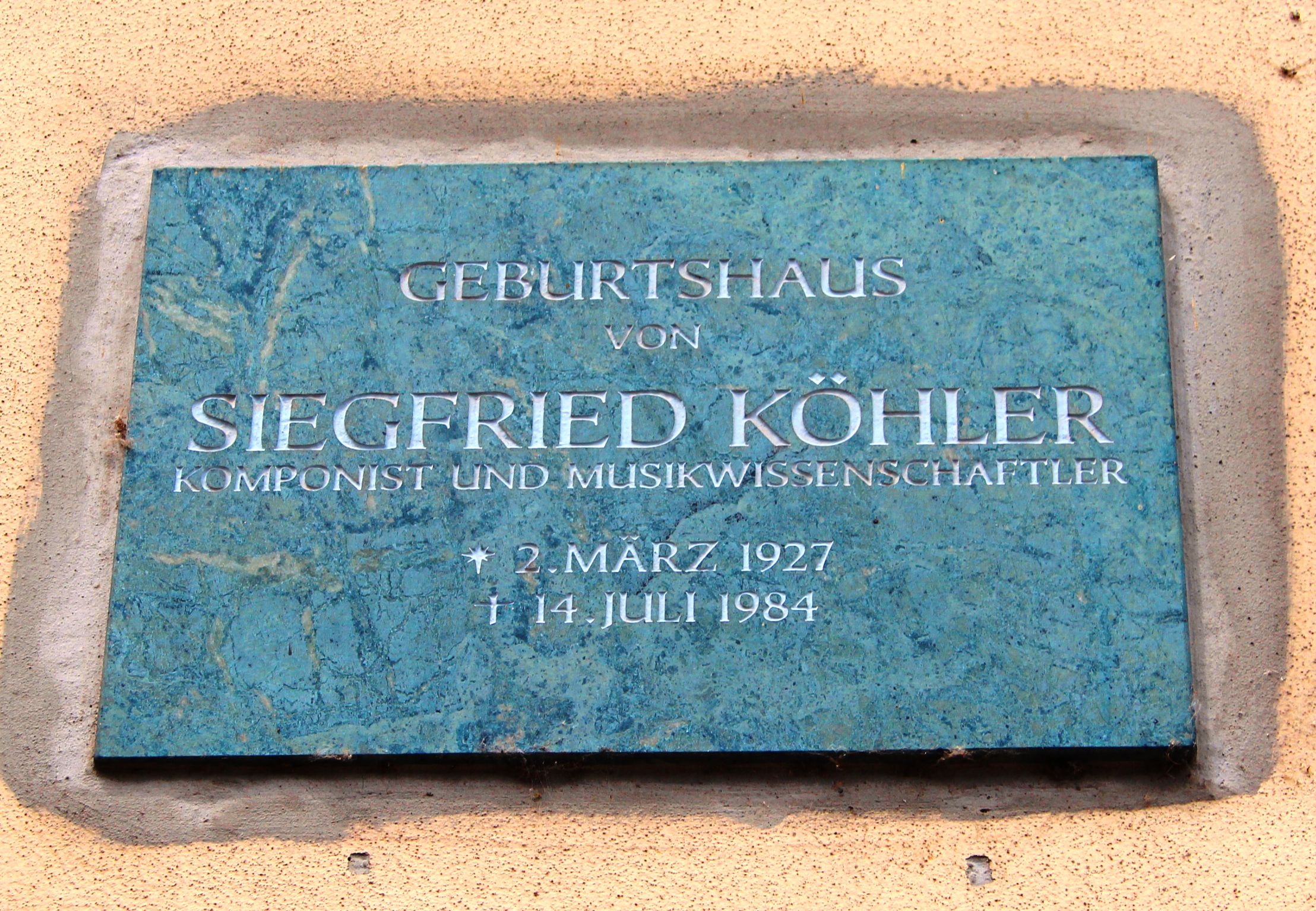
Gedenktafel für Siegfried Köhler am Gebäude Meisastraße 37 in Meißen

## Leben
Köhler verbrachte seine Kindheit und Jugend in seiner Heimatstadt Meißen. Während des Zweiten Weltkrieges war Siegfried Köhler Mitglied einer Spielschar der Hitlerjugend. Am 12. Februar 1944 beantragte er die Aufnahme in die NSDAP und wurde zum 20. April desselben Jahres aufgenommen (Mitgliedsnummer 9.982.408).
Die sowjetische Geheimpolizei des NKWD inhaftierte ihn nach Kriegsende unter dem Vorwurf, ein „Werwolf“ zu sein, im Speziallager Nr. 4 Bautzen. Im März 1946 kam er ins Speziallager Nr. 1 Mühlberg und wurde am 21. Juni 1946 der NKWD-Operativgruppe Dresden übergeben. Dort wurde er Tuberkulose-krank entlassen.
Köhler studierte anschließend zwischen 1946 und 1950 an der Staatlichen Akademie für Musik und Theater in Dresden Komposition, Klavier und Dirigieren und anschließend an der Universität Leipzig Musikwissenschaft und Kunstgeschichte. 1955 bis 1957 war Köhler wissenschaftlicher Mitarbeiter des Komponisten-Verbandes, zwischen 1957 und 1963 Direktor der Internationalen Musikbibliothek in Berlin.
Köhler war 1963 bis 1968 Künstlerischer Direktor des VEB Deutsche Schallplatten Berlin (Ost).
1968 ging er zurück nach Dresden und wurde Rektor der Dresdner Musikhochschule „Carl Maria von Weber“. 1982 wurde er Präsident des Verbandes der Komponisten und Musikwissenschaftler. 1983 wurde er zum Intendanten der Sächsischen Staatsoper Dresden berufen. Die Wiedereröffnung der Semperoper im Jahre 1985 erlebte er nicht mehr, denn er starb am 14. Juli 1984 in Ost-Berlin.
Siegfried Köhlers bekannteste Werke sind die Lieder Heut ist ein wunderschöner Tag (1942) und das Weihnachtslied Tausend Sterne sind ein Dom. Seine Sinfonie Nr. 5 „Pro Pace“ (1984 uraufgeführt) ist eine mahnende Erinnerung an die Zerstörung der Stadt Dresden. Für die Schallplatte Peter Schreier singt Weihnachtslieder (1975) arrangierte Köhler alle Lieder für Solotenor, Knabenchor und Orchester.
Sein Nachlass wird in der Sächsischen Landesbibliothek – Staats- und Universitätsbibliothek Dresden aufbewahrt.

## Fotografische Darstellung Köhlers (Auswahl)
- Matthias Creutziger: Siegfried Köhler bei einer Probe mit der Dresdner Philharmonie im Kulturpalast Dresden (1984)[5]
- Hans Pölkow: Prof. Dr. Siegfried Köhler (1981)[6]

## Werke
- Lied vom Leben, Kantate Text: Siegfried Köhler op. 1 (1947)
- Zum Neuen Jahre Glück und Heil. Eine fröhliche Musik nach einer Dichtung von Johann Wolfgang von Goethe für gemischten Chor und kleines Orchester op. 2 (1954)
- Sechs schlichte Liedweisen op. 3 (1950)
- Deutschland, auch Deutsche Motette nach einer Dichtung von Kuba für sechsstimmigen Jugendchor a cappella, Text: KuBa (Kurt Barthel) op. 4
- Besinnung und Aufbruch Kantate für Sopran (oder Tenor), gemischten Chor und kleines Orchester nach Dichtungen von Johann Wolfgang von Goethe op. 5 (1951)
- Hausmusik in 5 Sätzen für Klavier op. 6 (1952)
- Deutschland, du, unsere Heimat (auch Heut ist ein wunderschöner Tag). Liedkantate für Chor und Instrumente, Text: Siegfried Köhler op. 7 (1952)
- Weihnachtskantate Tausend Sterne sind ein Dom für Chor und Instrumente, Text: Siegfried Köhler op. 8 (1951)
- Achtzehn Jugendlieder op. 9 (1952)
- Der Richter von Hohenburg. Szenen aus dem Großen Deutschen Bauernkrieg 1525, Ein dramatisches Spiel für Musiktheater, Text: Siegfried Köhler, op. 10 (1954/1963)
- Fröhliche Suite für Orchester, Text: Siegfried Köhler op. 11 (1956)
- Zehn lyrische Lieder nach Texten verschiedener Autoren op. 12 (1956)
- Heiteres Vorspiel für Orchester op. 13 (1956)
- Drei Galgenlieder nach Dichtungen von Christian Morgenstern op. 14 (1956)
- Lied der Jugend. Eine Kantate zur Jugendweihe und anderen festlichen Anlässen für Solo, Chor und Instrumente ad lib., Text: Louis Fürnberg op. 15 (1956)
- Spanische Visionen: Der Sieg von Guernica Kantate a capella nach einer Dichtung von Paul Éluard op. 16 (1957)
- Sonatine in F für Klavier op. 17 (1958)
- Kleine Festmusik für Streichorchester (oder Streichquartett mit Kontrabass) op. 18 (1958)
- Sonatine in C für Klavier op. 19 (1958)
- Prolog für Orchester op. 20 (1959)
- Musik für Kathrin. Zwölf Kinderstücke für Klavier zu zwei Händen op. 21 (1961)
- Vier Lieder nach Dichtungen von Mao Tse-tung, Text: Mao Zedong/dt: Rolf Schneider op. 22 (1961)
- Reich des Menschen, Poem für Sopran, Alt und Bariton, gem. Chor und Orchester, Text: Johannes R. Becher op. 23 (1961/62)
- Greif zu den Sternen, Kind der Zeit Kantate zur Eröffnung des IV. Deutschen Turn- und Sportfestes 1963 in Leipzig, Text: Max Zimmering op. 24 (1963)
- Sinfonie der Jugend op. 25 (1964)
- Die Eheschule. Ein Musical, Text: Gerhard Branstner op. 27 (1964)
- Kambodschanische Festmusik op. 28 (1964)
- Von Liebe und Tod für hohe Singstimme und Klavier, Text: Johannes R. Becher op. 29 (1965)
- Erde, fruchtbar und schön. Kantate für Sopran, gemischten Chor und Streichorchester op. 30 (1966)
- Der Struwwelpeter oder Lustige Geschichten und drollige Bilder, Heitere und ernste Geschichten zum Singen, Tanzen und Erzählen, Text: Heinrich Hoffmann op. 31 (1966)
- Skizzen zu Der Struwwelpeter Neufassung der Klavierstücke op. 31a (1966)
- Rotterdam 14. Mai 1940 Sonate für Horn und Klavier op. 32 (1966)
- Max und Moritz. Eine Bubengeschichte in sieben Streichen Für Sprecher und Kammerorchester, Text: Wilhelm Busch op. 33 (1967)
- Fipps, der Affe. Unterhaltsames und Ungehöriges, Text: Wilhelm Busch op. 34 (1964)
- Aspekte. Skizzen für Nonett (Flöte, Oboe, Klarinette, Fagott, Horn, Violine, Bratsche, Violoncello, Kontrabass) und eine hohe Singstimme oder Sprecher ad lib., Text: Siegfried Köhler op. 36 (1968)
- Bernauer Liedfolge: Es wächst das Werk in weitem Rund zum 20. Jahrestag der DDR, Text: Willi Layh op. 37 (1968)
- Concertino für Klarinette und Streichorchester op. 38 (1969)
- Land meiner Liebe, Poem für Sopran und Orchester, Text: Siegfried Köhler op. 39 (1969)
- Festliche Ouvertüre für großes Orchester op. 40 (1969)
- Dass unsere Liebe eine Heimat hat, Chorzyklus in zehn Teilen, Text: Günther Deicke op. 41 (1968)
- Bericht über Lenin nach einer Ballade von Wolfgang Tilgner und Dichtungen von Wladimir Majakowski, Louis Fürnberg, KuBa (Kurt Barthel), Johannes R. Becher und Max Zimmering für einen Sprecher und drei Instrumentalisten op. 42 (1970)
- Liebeslieder am Spinett zu singen Chorgesänge, Text: Bertolt Brecht, Paul Fleming, Johannes R. Becher op. 43 (1970)
- Wir – unsere Zeit, Chorsinfonie nach Dichtungen von Johannes R. Becher in sechs Sätzen op. 44 (1972)
- Sinfonietta für Orchester in drei Sätzen (auch 2. Sinfonie) op. 45 (1971)
- Konzert für Klavier und Orchester op. 46 (1972)
- Vier Strukturen für Klavier op. 46a (1973)
- Ode für Tenor Solo, Horn und Streichorchester in vier Sätzen, Text: Helmut Reibig op. 47 (1971)
- Diagramm, 12 Variationen für Orgel op. 49a (1973)
- Johannes-Bobrowski-Chorbuch Teil I und II. Fünf Madrigale für gemischten Chor a cappella, Text: Johannes Bobrowski op. 50 (1975)
- Von Bäumen, Knospen und Nachtigallen, Zyklus für Frauen- oder Kinderchor a cappella, Text: Georg Maurer op. 51 (1973)
- Unser das Land und die Zeit. Zyklus für gemischten Chor a cappella, Text: Günther Deicke op. 52 (1973, UA 1977)
- Konzertante Musik für Orchester in drei Sätzen op. 53 (1975)
- Matamorphosen für Orgel über die Ode an die künftige Zeit von Pablo Neruda op. 54 (1972)
- Anja und Peter. Ein musikalisches Märchen für Kinder (Hommage an Sergei Prokofjew) op. 55 (1974)
- Canticum catulli für Soli und Instrumente op. 56 (1974/75)
- 3. Sinfonie op. 57 (1975)
- Sieben Mikroszenen für Klarinette, Violoncello und Klavier op. 58 (1975)
- Konzert für Cembalo und Kammerorchester op. 59 (1976)
- Der gefesselte Orpheus, Essay für Orchester op. 60 (1976)
- Hommáge à J. S. Bach. Dialog für zwei Violinen op. 61 (1977)
- 4. Sinfonie, Neufassung als Epitaph für Antigone op. 62 (1977/78, rev. 1979)
- Kommentare zu drei venezianischen Madrigalen des Heinrich Schütz aus dem Jahr 1611 op. 63 (1978)
- Konzert für Violine und Orchester op. 64 (1979/80)
- Synthesen. 1. Streichquartett op. 65 (1977)
- Sinnsprüche, auch Fest- und Gedenksprüche für achtstimmigen Chor a cappella op. 66 (1980)
- Festliche Inventionen. Dresdner Renaissancemusik für dreichöriges Sinfonieorchester op. 70 (1981)
- Sinfonietta für Orchester op. 71 (1981)
- Musik für Violoncello solo Nr. 1 op. 72 (1980)
- Kontraste. 2. Streichquartett op. 73 (1981)
- Ode an die Solidarität für achtstimmigen gemischten Chor a cappella, Text: Pablo Neruda op. 74 (1981)
- Temperamente. Konfiguration für vier Flöteninstrumente (für Jürgen Brüggebors) op. 75 (1981)
- Epigramme für gemischten Chor a capella nach Dichtungen von Johann Wilhelm Ludwig Klein, Hans Aßmann von Abschatz und Angelus Silesius von Franz Liszt (op. 76 1982)
- Haltungen für Klarinette solo op. 77 (1980)
- 5. Sinfonie Pro Pace (auch Auferstehung) für Soli, Sprecher, gemischten Chor und großes Orchester op. 78, Text: Ulrich Grasnick op. 78 (1983)

## Ehrungen (unvollständig)
- 1960 Erich-Weinert-Medaille[7]

- 1971 Martin-Andersen-Nexö-Kunstpreis[8]